# زمین‌لرزه ۱۹۴۵ شیلی
زمین‌لرزه شیلی  در تاریخ ۱۳ سپتامبر ۱۹۴۵ میلادی، برابر با ‎۲۲ شهریور ۱۳۲۴، ساعت ۱۱:۱۷:۱۱ به زمان یوتی‌سی در شیلی رخ داد. ژرفای این زلزله ۱۰۰ کیلومتر بود. بزرگی آن ۷ در مقیاس mB اعلام شده‌است. زمین‌لرزه به وقت محلی در روز پنج‌شنبه، ساعت ۷ روی داده و منطقه زمانی آن یوتی‌سی -۴ بوده‌است (با لحاظ تغییر ساعت تابستانی).
شمار کشتگان زلزله حدود ۴ نفر بوده‌است. 